# مربية الأطفال
مربية الأطفال أو جليسة الأطفال هي التي تقدم الرعاية للطفل أو المساعدة للأم (ينبغي عدم الدمج مع مصطلح العامية «مساعدة الأم الصغيرة» يدل على حبة مهدئة للأعصاب) هو الشخص الذي يقدم الرعاية لطفل واحد أو عدة أطفال في الأسرة كخدمه تقليلدية. كانت المربيات يخدمن في المنازل الكبيرة ويبلغن ما يحدث مباشرة لسيدة المنزل. وأما المربيات الآن مثل العاملات في منازل الآخرين من الممكن أن يعشن داخل أو خارج المنزل حسب ظروفهن وظروف أرباب أعمالهن. وفي الغالب المربيات المحترفات مؤهلات في الإسعافات الأولية ويعتمد عليهن في الإنعاش القلبي الرئوي ولديهن شهادة وتدريب شامل في رعاية الطفل. هناك العديد من وكالات التوظيف المتخصصة في خدمة ورعاية الأطفال عن طريق الإنترنت وذلك متاح للمساعدة للعثور على مربيات للعمل.
تهتم مربية الأطفال برعاية الطفل في المنزل وذلك حسب البلد الذي تعيش فيه، والتسجيل الحكومي قد لا يكون مطلوبا. ومربية الأطفال عكس المدبرة فهي تركز على تعليم وتدريب الأطفال.
هناك نوع معين من المربيات الحديثات تعرف بمساعدة الأم. يتم توظيفهن لمساعدة الأمهات في الأعمال المنزلية للأسرة وكذلك رعاية الأطفال. من الممكن أن تسكن مساعدة الأم داخل أو خارج المنزل.

## التاريخ
في القرن التاسع عشر وأوائل القرن العشرين، كان العمل يعرف «بالممرضة» وكانت العديد من أعمال الأطفال تقوم بها النساء دائما في المنازل الكبيرة. وتعتبر الممرضة العضو الأعلى مقاماً بين موظفي المنزل وتدير نطاقها الخاص من مجموعة غرف تعرف بالحضانة، تدعم على الأقل بمساعد واحد والمعروف باسم المربية (أو خادمة الحضانة). وبسبب تدخلهم العميق في تربية أطفال الأسرة، غالبا تُعرف مربيات الأطفال بانسجامهم الكبير ومعاملتهم للأطفال بلطف من صغار الموظفين. وظلت المربيات يعملن لدى عائلة اورستقراطية لعدة سنوات للعناية بالأجيال المتعاقبة. وفي القرن الواحد والعشرون اختصرت الكلمة المربية لكلمة (نان).

## الفترة الاستعمارية
كانت المربيات يتواجدن في منازل مديري الامبراطوريات الاستعمارية الأوربية في جميع أنحاء العالم. كانت سمة من سمات المجتمع الاستعماري أن تُسند رعاية أطفال الموظفين الإداريين الأوربيين للنساء المحليين.
قضت المربيات في عهد الاستعمار معظم أوقات حياتهن في بيوت أسيادهن، غالبا من الطفولة حتى الهرم، يعتنين بأكثر من جيل واحد ويعتمد ذلك على مدة المنصب. لم يكن مألوفاً للمربيات عندما انتقل الموظفون الأداريون في مكان آخر أن يجلبوهن معهم ويكونوا بعيدا عن بلدهم.
في شبه القارة الهندية تحت الحكم البريطاني كانت المربية تعرف ب أياه"ayah" بعد أيا " aia" وممرضة ومدبرة (البرتغالية). هذا المصطلح هو في الوقت الحاضر جزء من مفردات لغات مختلفة من شبه القارة الهندية، وهذا يعني أيضا خادمة أو جارية.
في جزر الهند الشرقية الهولندية كانت تعرف مربية المنزل ب بابيو "baboe".
على الرغم من أن العديد من العوائل يجلبون المربية لأعمال أخرى لكن بعض الاستخدامات التي كانت في العمليات التاريخية نادرة الآن. من الممكن ارتداء الزي الرسمي في بعض المناسبات، لكن معايير احترام اللبس أكثر شيوعا. يتم تدريب بعض المربيات تدريبا مكثفاً لكن ليس هناك قيود لاستخدام هذه الكلمة لذا التعليم والتدريب والخبرة تختلف اختلافا كبيرا.

## أنواع المربيات

### العيش مع المربية
العيش مع المربية غير شائع الآن مثل الماضي.العيش مع المربية، ان تكون المربية مسؤولة عن الرعاية الكاملة لأطفال أرباب عملها. وهذا يشمل أي شيء من غسل ملابس الأطفال وترتيب وتنظيم غرف الأطفال، والإشراف على الواجبات المنزلية وإعداد وجبات الطعام للأطفال، وكذلك أخذ الأطفال من وإلى المدرسة والأنشطة.الوظيفة يمكن أن تشمل شقة منفصلة (تسمى أحيانا «شقة المربية») وسيارة.العيش مع المربية مسموح به على مدار 24 ساعة في اليوم، ما لم ينص عقد العمل على خلاف ذلك.
المربية المشتركة (تعمل لوقت محدد)
يتعامل بعض العائلات ما يعرف باسم «المربية المشتركة»، حيث تدفع اثنين أو أكثر من الأسر لنفس المربية لرعاية الأطفال في كل أسرة لبعض من الوقت.
مربية لليل / ممرضة الأمومة / أخصائيين رعاية الأطفال حديثي الولادة
الكثير من الاضافات الاخيرة لدور المربية هي أن من مربية الأمومة أو مربية ليلا.
في الولايات المتحدة تعرف هذه المربيات المختصات في الامومة كما المتخصصين في رعاية الأطفال حديثي الولادة (سي إس، يفصل هذا التخصص للتمريض مؤهل طبيا).عادة ما تعمل مربية الليل مع العائلة في أي مكان من ليلة واحدة إلى سبع ليال في الأسبوع.تعمل مربية الليل عموما مع الأطفال حديثي الولادة إلى سن الخامسة.مربية الليل يمكن أن توفر دور التعليم، ومساعدة الوالدان لإنشاء أنماط النوم جيدة أو الخلل في أنماط النوم للطفل.الأدوار والمؤهلات تختلف بين البلدان.تعمل مربية الليل مع متطلبات العائلة، شهادة المتخصصين لرعاية الأطفال حديثي الولادة أو المربيات الأمومة على درجة عالية من التعليم والمشار إليهم المتخصصين الذين يعملون مع الأطفال الرضع.
مربية الامومة المتخصصة في نوم الطفل. ولا تشمل المسائلات الطبية الاستشاريين وعادة تعمل المربية مع الأطفال حديثي الولادة والأكبر سناً ويمكن أن تعمل 24 ساعة في اليوم، سبعة أيام في الأسبوع، ولكن معظم العمل 5 ليال / أيام في الأسبوع خلال الأشهر الثلاثة الأولى من حياة المولود الجديد. ويمكن أن يتضمن دور المربية أيضا في مساعدة الوالدين في توجيهات التغذية، والحضانة، ومضاعفات المغص، جَزْر (السائل المعاد)، وتوجيهات النوم والتدريب. مؤهلات مربية الليل عادة ما تكون في ممرضات يعوضن (ممرضات يعوضن بدائل حليب الأم)
(التمريض في أستراليا)، مربية الأمومة، أخصائية توجيه النوم، أو تنمية الطفولة المبكرة.
وتختلف معدلات الأجور من بلد إلى آخر ولكن عادة ما تٌدفع جيدا بالمقارنة مع مربية العامة، وشركة ان سي ان المتخصصه أو الخبيره في مجال مربية الليل.
هناك العديد من المنظمات غير معتمدة التدريب التي قدمت ادعاء لشهادات الشرعية، ولكن في مجال الوالدان غير المنظمين يجب أن تضمن أن مؤهلات مربية الأمومة مشروعة ومعترف بها.
الجمعية المختصة بالعناية بالأطفال حديثي الولادة NCSA)) هي واحدة من العديد من نصبوا أنفسهم كيان الشهادة للأخصائيين رعاية الأطفال حديثي الولادة في أمريكا.

### ديموغرافي
وعادةً تحصل النساء على فرص العمل كمربيات من العشرينات حتى الستينات.
على الرغم من أن بعض المربيات يعملون في سن مبكرةٍ كجليسات فهو مصطلح تقليدي الاستخدام بدلاً من مربيات.
بعض المناصب قد يعملون بها الرجال. يتم استخدام (manny) ماني، مصطلح للمربين الذكور خصوصا في الولايات المتحدة والمملكة المتحدة.

### جمعيات
وهناك عدد من الجمعيات المهنية الوطنية والدولية التي تمثل المربيات ووكالات المربيات.
جمعية مربيات الأطفال الدولية (إينا) (INA) تأسست في عام 1985.(INA) اينا هي منظمة غير ربحية. توفر الجمعية التعليميه للمربيات تعيين للمستوى أو توظيف، والدعم الفني. تأسست تحالف وكالة مربية الأطفال المهنية (APNA) (أبنا) في عام 1993.وهي منظمة غير ربحية تهدف للمهنية مربية الأطفال وتعين المستوى أو التنسيب.
في يونيو 2012 تم تشكيل جمعية مربية الأطفال الأسترالية (ANA) في أستراليا مع أهداف وجود المربيات المحترفين المتضمنة في الدعم الحكومي لمخطط رعاية الأطفال منظمة من البلاد.
ANA جمعية لتوظيف المتطوعين وليست للربح، التي تأمل أيضا في تغيير بعض المفاهيم الخاطئة المنتشرة حول المربيات، وتشجِع المهارات وأن تكون مصدرا للدعم للمربيات والأسر الذين توظف المربيات.

### التدريب والتأهيل
وفي المملكة المتحدة لجنة معاينة حضانة الأطفال العالمية (NNEB) التي تأسست سنة 1945 تمنح كهيئة مؤهلات لجلساء الأطفال والعاملين في الحضانة وليس هناك حاجة لمؤهلات رسمية أو التدريب لتصبح مربية.
في عام 1994 المجلس الوطني لتعليم الحضانة (NNEB) ومجلس الجوائز لرعاية الأطفال والتعليم، الاشخاص الحاصلين على دبلوم المستوى الثالث في رعاية الأطفال والتعليم ولديهم المعرفة والفهم في تطوير الطفل واحتياجات التعليم الازمة للعمل كمربية.
كلية نورلاند (Norland) هي كلية خاصة بالقرب من مدينة باث (Bath)، والتي تقدم التدريب بتَبَجّلَ كمربية.
و أيضا تزود الخريجين بالعمل بوكالات عمل خاصة بهم، كما في الحضانة المحلية في باث (Bath)..في الولايات المتحدة وكندا يشار لرعاية الأطفال كمقدم الرعاية النهارية، شبيه للحضانة.